# Kommende Wackenhausen

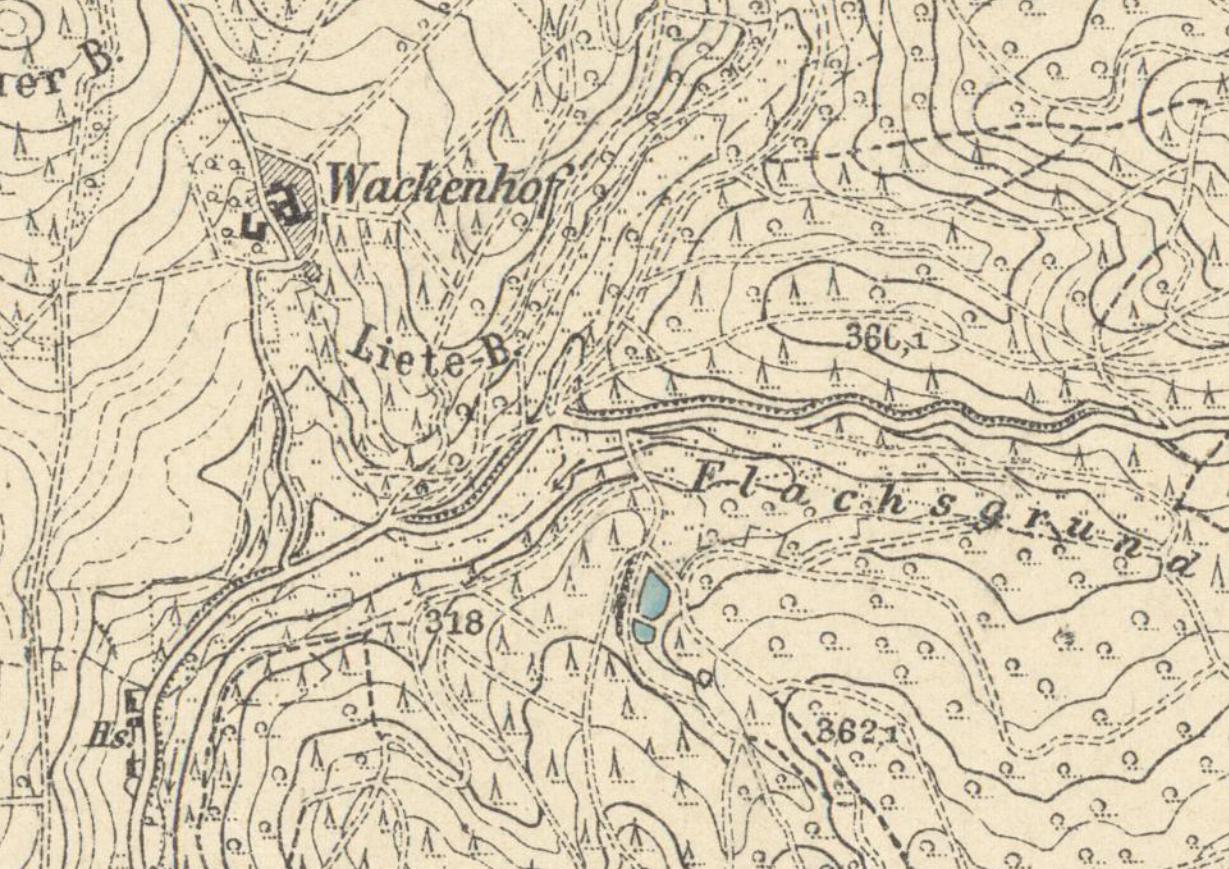
Wackenhof auf der TopograpHischen Karte 1:25000 Bad Salzungen 5127 von 1919 (Aufnahme 1905, mit Nachträgen bis 1919). Südöstlich der Flachsgrund (Flachsland) und südlich der Liethe-Berg („Wythegrund“? und Leythen Grund)

Die Kommende Wackenhausen war eine Niederlassung des Lazarus-Ordens in Wackenhof, einem Weiler im Ortsteil Kupfersuhl der Kreisstadt Bad Salzungen im Wartburgkreis (Thüringen). Sie ist 1268 bereits urkundlich belegt und ging 1492 in den Besitz des Johanniterordens über.

## Lage
Der Ort Wackenhausen bestand im 16. Jahrhundert wahrscheinlich nur noch aus dem Hof der Lazaritenkommende, sodass sich der Name zu Wackenhof wandelte. Wackenhof liegt etwa 1,5 Kilometer nördlich von Kupfersuhl und Luftlinie etwa 10 Kilometer nordnordöstlich von Bad Salzungen entfernt.

## Geschichte
Im Gegensatz zur Meinung von Walter Rödel in seiner Arbeit  Werden und Wirken des Lazarus-Ordens. Ein Überblick mit besonderer Berücksichtigung der Ordenshäuser in Deutschland und der Schweiz von 1974 war Wackenhausen bis Ende des 15. Jahrhunderts kein Ordenshof der Lazaritenkommende Gotha, sondern eine eigenständige Kommende, wie die Liste von drei namentlich bekannten Kommendatoren von Wackenhausen zeigt. Erst nach der Übernahme der Lazaritenkommenden in Thüringen und Sachsen-Anhalt durch den Johanniterorden im Jahr 1492 sank Wackenhausen zum Ordenshof der Kommende Gotha herab. Über die Geschichte der Kommende Wackenhausen ist mangels Urkunden wenig bekannt. Der Lazarus-Orden war seit seiner Entstehung in der ersten Hälfte des 12. Jahrhunderts in der hospitalischen Betreuung von Leprakranken aktiv. In keiner Urkunde zu Wackenhausen verlautet jedoch etwas von einem Hospital, was aber nicht heißt, dass es nicht ursprünglich einmal ein Hospital gegeben hat. Wackenhausen lag an der alten Straße von Bad Salzungen nach Eisenach.
1268 stellte Boppo von Stein (Boppe de Lapide) den Lazariten ein Gewährschaftsschein für ihre in Kupersule (Kupfersuhl) erkauften Güter aus.
Am 10. November 1268 bestätigte Bruder Wilhelm, der Meister des Lazarus-Orden für Deutschland, dass er durch Bertho(ld) (von Leibolz), Abt des Klosters Fulda, mit Gütern im Flachsland (Flaslandes) und Wackenhausen (Wackenhusen) erblich beliehen wurde, und verpflichtete sich einen Hof und eine Kapelle zu Ehren des heiligen Bonifatius zu errichten und jährlich am Vorabend des Bonifatiusfestes (4. Juni) zehn Pfund Wachs an die Abtei Fulda zu entrichten.
1295 überließ der thüringische Landgraf Albrecht II. die Gerichtsbarkeit über die dem Lazarusorden zugehörigen Leute von Kupfersuhl der Kommende Wackenhausen und erhielt dafür als Zins einen Malter Hafer und ein junges Huhn. Nach Friedrich Regel muss dieser Zins an die Herren von Frankenstein abgetreten worden sein, da 1330 die Frankensteiner ganz Kupfersuhl (Chüfpirsula totaliter) an die Grafen von Henneberg verkauft haben.
1378 war der Kommendator von Wackenhausen, Bertold von Elnde Zeuge bei der Verpfändung von fünf Hufen Land in Breitenbich an Heinrich Knorre.
1437 hatten der thüringische Landkomtur Heinrich Stopil und die Kommendatoren Johann Bobenberg zu Braunsroda, Günther Lorey zu Gotha, Friedrich Smedt zu Wackenhausen und Johann Pinckernal zu Breitenbich einen Wald, genannt die bricken breyte an die Stadt Gotha verkauft, und quittieren den Empfang von 50 Talern. Der genannte Kommendator für Wackenhausen, Friedrich Smedt war 1433 Hauskomtur in Gotha. Wackenhausen lag um 1440 wüst (Wakkinhusen, das ist wuste). Vermutlich betrifft diese Notiz den Ort, der Lazariterhof dürfte weiter bestanden haben, da nur drei Jahre zuvor ein Kommendator von Wackenhausen genannt wurde.
1456 wird ein nicht weiter ausgeführter Besitz der Kommende in Kupfersuhl einem Heinrich Jeger als Erblehen gegen einen Zins auf 50 Jahre überlassen.
1489 war Heinrich Schmuckschuh, Commendator zu Wackenhusen, Sant Lazarus Orden. Er stellte in diesem Jahr gegenüber dem Abt Johann II. von Henneberg des Klosters Fulda einen Revers aus, in dem er sich verpflichtete jährlich 10 Pfund Wachs an den Abt zu liefern und den Bonifatius-Altar in der Kirche von Wackenhausen wieder her zu richten. Er war wegen rückständiger Wachszinsen vom Abt von Fulda in den Bann getan worden. Die Urkunde war ausgestellt worden am Freitag nach Johannes Baptista (also der 28. Juni 1489). Es ist schon etwas merkwürdig, dass zu diesem Zeitpunkt die Bulle von Papst Innozenz VIII. vom 28. März 1489, mit der er den Lazarus-Orden aufhob und ihn mit dem Johanniterorden vereinigte, keinerlei Erwähnung findet. Nach Emil Dietrich soll allerdings die Bulle von Papst Innozenz VIII. erst 1491 in Gotha verlesen worden sein.
1492 war der Hof an die Kommende Gotha und den Johanniterorden übergegangen. In einer Urkunde von 1519 schreibt Johann Rösner, damaliger Kommendator der Kommenden Wildungen und Wiesenfeld, dass die Kommende Gotha vor 27 Jahren (also 1492) an die Johanniter übergegangen sei.
Nach Georg Brückner (1853) soll im Nachbarort Möhra (Ortsteil Gemeinde Moorgrund) schon frühzeitig eine Kapelle gestanden haben, die vom Hlg. Bonifatius gegründet worden sein soll, und von Priestern der Kommende Wackenhausen versorgt worden sein soll. Ein urkundlicher Beleg war nicht zu finden. Ob hier eine Verwechslung mit der Kirche in Wackenhausen vorliegt, in der nach dem Lehenrevers von 1268 ein Bonifatius-Altar eingerichtet werden musste?
Um 1500 hatte der Landesherr im Leythen Grund und Flachsland (bei Breitenbich) Wildbann und Gerichtshoheit, die Wälder selber gehörten den Johannisherren.
1510 ließ sich Peter Klopstein der Stellvertreter des Kommendators in Gotha von Abt Johann zu Fulda, es ist immer noch der obige Johann von Henneberg, mit dem Hof in Wackenhausen belehnen.
1525 übertrug Peter Klopstein alle Güter der Kommende Gotha an den Rat der Stadt Gotha, behielt sich aber die Nutzung vor. 1534 überließ er alle Güter der Kommende zur vollen Nutzung an den Rat der Stadt Gotha und zog sich in sein Haus in der Jüdengasse in Gotha zurück.
1534 verkaufte der Rat der Stadt Gotha die Güter in Wackenhausen und Kupfersuhl, die Wälder im Flachsland (immerhin 878 Acker groß) und im Wythengrund (=Leithengrund) für 2450 Gulden an den Rat der Stadt Salzungen. Das Holz, das im Flachsland geschlagen wurde, musste aber zur Hälfte der Stadt Eisenach gegen einen fixierten Preis überlassen werden. Erst 1810 gelang es der Stadt Salzungen, gegen Zahlung von 2000 Talern dieses alte Recht der Stadt Eisenach abzulösen. Damit wurde auch die Lehnsabhängigkeit des im Flachsland liegenden Wackenhofes aufgehoben. Nach Röhrig soll das Flachsland früher Acker gewesen sein und erst im 14. Jahrhundert zu Wald geworden sein.
Kupfersuhl verkaufte die Stadt Salzungen dagegen 1561 an die Stadt Eisenach.

## Kommendatoren/Komture
- 1378 Bertold von Elnde[7]
- 1437 Friedrich Smedt, Kommendator.[21] Er war 1433 Hauskomtur in Gotha.[10]
- 1489 Heinrich Schmuckschuh, Komtur[12]